# Las Mercedes (estación)
Las Mercedes es una estación ferroviaria que forma parte de la línea 4 de la red del Metro de Santiago de Chile.
Ubicada de forma subterránea en la Avenida Concha y Toro, entre las estaciones Protectora de la Infancia y Plaza de Puente Alto de la misma línea. La estación dispone de salidas directas a dos centros comerciales que se encuentran en las veredas opuestas de dicha arteria, el Plazuela Independencia y el Espacio Urbano Puente Alto.

## Entorno y características
El primer centro posee como tienda ancla al supermercado Santa Isabel, apoyada en tiendas pequeñas y Salas de Cinépolis, sucursales bancarias, farmacias y tiendas de comida rápida.
Al otro lado de la Avenida Concha y Toro, se encuentra el supermercado Líder, París y Homecenter Sodimac y otro Cinépolis, además de tiendas pequeñas pertenecientes al Espacio Urbano Puente Alto y al patio de comidas ubicado al final de este mismo. En la esquina de las calles San Carlos con Avenida Concha y Toro está previsto un nuevo centro comercial de aproximadamente 50.000 metros cuadrados, lo cual aumentaría considerablemente el comercio en esta zona ubicada en alrededores de la estación de metro. A su vez en la vereda que continúa del proyecto se encuentra un supermercado Tottus con locales menores como Falabella Express y Nike Factory store, estos son partes del centro comercial Open Plaza Puente Alto.
Este eje comercial ha devenido con los años una extensión del centro de Puente Alto, del cual dista aproximadamente 500 metros, provocando el aumento de zonas comerciales en esta avenida que hace solo unos años poseía en esta zona solamente potreros y fundos. La estación posee una afluencia diaria promedio de 19 650 pasajeros.

### Accesos
| Acceso | Intersección                    |
| ------ | ------------------------------- |
| A      | Plazuela de Puente Alto         |
| B      | Mall Espacio Urbano Puente Alto |

## Origen etimológico
La Municipalidad de Puente Alto hizo una petición a Metro S.A., para honrar a la Iglesia Nuestra Señora de la Merced de Puente Alto, también conocida como Parroquia Nuestra Señora de Las Mercedes, que se encuentra en la zona centro de la comuna. A raíz de dicha petición, Metro S.A. denominó la estación con el nombre de "Las Mercedes".

## Talleres de Las Mercedes
Entre las estaciones Plaza de Puente Alto y Las Mercedes se encuentran los Talleres de las líneas 4 y 4A. En este lugar se guardan, limpian y mantienen los trenes que hacen servicio de pasajeros en dichas líneas.

## Galería

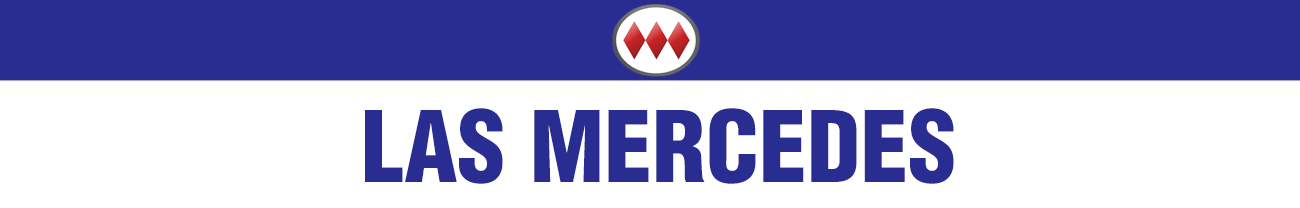
Cenefa utilizada actualmente en los andenes.

## Conexión con Red Metropolitana de Movilidad
La estación posee 4 paraderos de la Red Metropolitana de Movilidad en sus alrededores, los cuales corresponden a:
| Paradero/ Código                       | Recorridos |
| -------------------------------------- | --- |
| Parada 1 / Metro Las Mercedes (PF460)  | 124 (Puente Alto) - F01 (Casas Viejas) - F09 (Pie Andino) - F10 (San Guillermo). F10c (San Guillermo) - F13 (Bajos de Mena) - F15 (Bajos de Mena) - F16 (Ribera Río Maipo) - F25 (Bajos de Mena) - F29 (Casas Viejas) |
| Parada 2 / Metro Las Mercedes (PF97)   | 124 (Metro Macul) - 205 (Santiago) - 205c (La Granja) - 210 (Estación Central) - 210e (Estación Central) - 213e (Plaza Italia) - F01 (Villa Padre Hurtado) - F09 (Metro Elisa Correa) - F10 (Mall Plaza Tobalaba) - F13 (Mall Plaza Tobalaba) - F15 (Metro Elisa Correa) - F16 (Villa Padre Hurtado) - F25 (Metro Bellavista de La Florida) - F29 (Pie Andino) - F30n (La Moneda) |
| Parada 3 / Metro Las Mercedes (PF85)   | 205 (Puente Alto) - 205c (Puente Alto) - 210 (Puente Alto) - 210e (Puente Alto) - 213e (Puente Alto) - F26 (Villa Padre Hurtado) - F30n (Bajos de Mena) |
| Parada 4 / Metro Las Mercedes (PF1002) | F26 (Villa Parque Alto) |